# 答志郡
- 令制国一覧 > 東海道 > 志摩国 > 答志郡
- 日本 > 近畿地方 > 三重県 > 答志郡

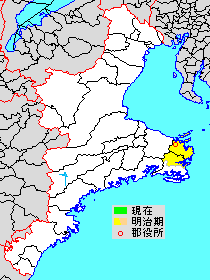
三重県答志郡の範囲

答志郡（とうしぐん）は、三重県（志摩国）にあった郡。

## 郡域
1878年（明治11年）に行政区画として発足した当時の郡域は、下記の区域にあたる。
- 鳥羽市の全域
- 志摩市の一部（阿児町安乗・阿児町国府および磯部町栗木広・磯部町桧山・磯部町山原を除く磯部町各大字）

## 歴史
- 養老3年（719年） - 志摩郡の一部が分立。
- 古代には三河湾の篠島、日間賀島、佐久島も志摩国に含まれていたが鎌倉時代に吉良氏の勢力下に入り、三河国幡豆郡に取り込まれた。(その後、篠島と日間賀島は尾張藩領となり尾張国知多郡に属した。)

### 近世以降の沿革
- 明治初年時点で、全域が鳥羽藩領であった。「旧高旧領取調帳」の記載によると、鳥羽城下[1]ほか1町36村が存在。
- 明治4年
  - 7月14日（1871年8月29日） - 廃藩置県により鳥羽県の管轄となる。
  - 11月22日（1872年1月2日） - 第1次府県統合により度会県の管轄となる。
  - 鳥羽城下が分割され、本町・大里町・横町・中之郷・藤之郷・奥谷・錦町となる。（7町36村）
- 明治9年（1876年）4月18日 - 第2次府県統合により三重県の管轄となる。
- 明治11年（1878年） - 本町・大里町・横町・中之郷・藤之郷・奥谷・錦町が合併して鳥羽町となる。（1町36村）
- 明治12年（1879年）2月5日 - 郡区町村編制法の三重県での施行により、行政区画としての答志郡が発足。「答志英虞郡役所」が鳥羽町に設置され、英虞郡とともに管轄。

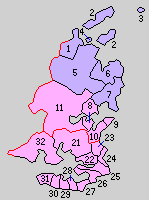
1.鳥羽町 2.答志村 3.神島村 4.坂手村 5.加茂村 6.鏡浦村 7.長岡村 8.的矢村 9.安乗村 10.国府村 11.磯部村（紫：鳥羽市 桃：志摩市 21 - 32は英虞郡）

- 明治22年（1889年）4月1日 - 町村制の施行により、以下の町村が発足。特記以外は全域が現・鳥羽市。（1町10村）
  - 鳥羽町 ← 鳥羽町、小浜村、竪神村
  - 答志村 ← 答志村、桃取村、菅島村
  - 神島村、坂手村（それぞれ単独村制）
  - 加茂村 ← 岩倉村、船津村、河内村、松尾村、白木村、安楽島村
  - 鏡浦村 ← 浦村、石鏡村
  - 長岡村 ← 相差村、国崎村、畔蛸村、千賀村、堅子村
  - 的矢村 ← 的矢村、三ヶ所村、渡鹿野村（現・志摩市）
  - 安乗村、国府村（それぞれ単独村制。現・志摩市）
  - 磯部村 ← 上之郷村、下之郷村、飯浜村、山田村、沓掛村、五知村、迫間村、築地村、恵利原村、穴川村、坂崎村（現・志摩市）
- 明治29年（1896年）4月1日 - 郡制の施行のため、答志郡・英虞郡の区域をもって志摩郡が発足。同日答志郡廃止。

## 行政
答志英虞郡役所
三重県答志郡鳥羽町字錦町
答志・英虞郡長
| 代 | 氏名       | 就任年月日                 | 退任年月日                | 備考                           |
| -- | ---------- | -------------------------- | ------------------------- | ------------------------------ |
| 1  | 河原田俊蔵 | 明治12年（1879年）5月19日  |                           |                                |
| 2  | 町井治     | 明治19年（1886年）9月28日  |                           |                                |
| 3  | 勝島政次郎 | 明治21年（1888年）11月28日 | 明治29年（1896年）3月31日 | 英虞郡との合併により答志郡廃止 |